# Russisch handbalteam junioren (vrouwen)
Het Russisch handbalteam junioren is het nationale onder-19 en onder-20 handbalteam van Rusland. Het team vertegenwoordigt het Союза гандболистов Россия in internationale handbalwedstrijden voor vrouwen.

## Resultaten

### Wereldkampioenschap handbal onder 20
| Wereldkampioenschap handbal onder 20 | Wereldkampioenschap handbal onder 20 | Wereldkampioenschap handbal onder 20 | Wereldkampioenschap handbal onder 20 | Wereldkampioenschap handbal onder 20 | Wereldkampioenschap handbal onder 20 | Wereldkampioenschap handbal onder 20 | Wereldkampioenschap handbal onder 20 | Wereldkampioenschap handbal onder 20 |
| Jaar                                 | Resultaat                            | Wed                                  | W                                    | G                                    | V                                    | DV                                   | DT                                   | DS                                   |
| ------------------------------------ | ------------------------------------ | ------------------------------------ | ------------------------------------ | ------------------------------------ | ------------------------------------ | ------------------------------------ | ------------------------------------ | ------------------------------------ |
| 1977                                 | Deel van Sovjet-Unie                 | Deel van Sovjet-Unie                 | Deel van Sovjet-Unie                 | Deel van Sovjet-Unie                 | Deel van Sovjet-Unie                 | Deel van Sovjet-Unie                 | Deel van Sovjet-Unie                 | Deel van Sovjet-Unie                 |
| 1979                                 | Deel van Sovjet-Unie                 | Deel van Sovjet-Unie                 | Deel van Sovjet-Unie                 | Deel van Sovjet-Unie                 | Deel van Sovjet-Unie                 | Deel van Sovjet-Unie                 | Deel van Sovjet-Unie                 | Deel van Sovjet-Unie                 |
| 1981                                 | Deel van Sovjet-Unie                 | Deel van Sovjet-Unie                 | Deel van Sovjet-Unie                 | Deel van Sovjet-Unie                 | Deel van Sovjet-Unie                 | Deel van Sovjet-Unie                 | Deel van Sovjet-Unie                 | Deel van Sovjet-Unie                 |
| 1983                                 | Deel van Sovjet-Unie                 | Deel van Sovjet-Unie                 | Deel van Sovjet-Unie                 | Deel van Sovjet-Unie                 | Deel van Sovjet-Unie                 | Deel van Sovjet-Unie                 | Deel van Sovjet-Unie                 | Deel van Sovjet-Unie                 |
| 1985                                 | Deel van Sovjet-Unie                 | Deel van Sovjet-Unie                 | Deel van Sovjet-Unie                 | Deel van Sovjet-Unie                 | Deel van Sovjet-Unie                 | Deel van Sovjet-Unie                 | Deel van Sovjet-Unie                 | Deel van Sovjet-Unie                 |
| 1987                                 | Deel van Sovjet-Unie                 | Deel van Sovjet-Unie                 | Deel van Sovjet-Unie                 | Deel van Sovjet-Unie                 | Deel van Sovjet-Unie                 | Deel van Sovjet-Unie                 | Deel van Sovjet-Unie                 | Deel van Sovjet-Unie                 |
| 1989                                 | Deel van Sovjet-Unie                 | Deel van Sovjet-Unie                 | Deel van Sovjet-Unie                 | Deel van Sovjet-Unie                 | Deel van Sovjet-Unie                 | Deel van Sovjet-Unie                 | Deel van Sovjet-Unie                 | Deel van Sovjet-Unie                 |
| 1991                                 | Deel van Sovjet-Unie                 | Deel van Sovjet-Unie                 | Deel van Sovjet-Unie                 | Deel van Sovjet-Unie                 | Deel van Sovjet-Unie                 | Deel van Sovjet-Unie                 | Deel van Sovjet-Unie                 | Deel van Sovjet-Unie                 |
| 1993                                 | 1ste                                 | 7                                    | 6                                    | 0                                    | 1                                    | 174                                  | 135                                  | +39                                  |
| 1995                                 | 8ste                                 | 8                                    | 4                                    | 0                                    | 4                                    | 199                                  | 183                                  | +16                                  |
| 1997                                 | 2de                                  | 7                                    | 6                                    | 0                                    | 1                                    | 224                                  | 157                                  | +67                                  |
| 1999                                 | 5de                                  | 8                                    | 6                                    | 0                                    | 2                                    | 198                                  | 144                                  | +54                                  |
| 2001                                 | 1ste                                 | 9                                    | 7                                    | 1                                    | 1                                    | 306                                  | 246                                  | +60                                  |
| 2003                                 | 1ste                                 | 9                                    | 9                                    | 0                                    | 0                                    | 299                                  | 208                                  | +91                                  |
| 2005                                 | 1ste                                 | 9                                    | 9                                    | 0                                    | 0                                    | 272                                  | 193                                  | +79                                  |
| 2008                                 | Niet gekwalificeerd                  | Niet gekwalificeerd                  | Niet gekwalificeerd                  | Niet gekwalificeerd                  | Niet gekwalificeerd                  | Niet gekwalificeerd                  | Niet gekwalificeerd                  | Niet gekwalificeerd                  |
| 2010                                 | 2de                                  | 10                                   | 8                                    | 0                                    | 2                                    | 319                                  | 234                                  | +85                                  |
| 2012                                 | 5de                                  | 9                                    | 8                                    | 0                                    | 1                                    | 263                                  | 221                                  | +42                                  |
| 2014                                 | 2de                                  | 9                                    | 8                                    | 0                                    | 1                                    | 312                                  | 229                                  | +83                                  |
| 2016                                 | 2de                                  | 9                                    | 8                                    | 0                                    | 1                                    | 317                                  | 199                                  | +118                                 |
| Totaal                               | 11/20                                | 94                                   | 79                                   | 1                                    | 14                                   | 2.883                                | 2.149                                | +734                                 |

 Kampioenen   Runners-up   Derde plaats   Vierde plaats

### Europese kampioenschappen onder 19
| Europees kampioenschap handbal onder 19 | Europees kampioenschap handbal onder 19 | Europees kampioenschap handbal onder 19 | Europees kampioenschap handbal onder 19 | Europees kampioenschap handbal onder 19 | Europees kampioenschap handbal onder 19 | Europees kampioenschap handbal onder 19 | Europees kampioenschap handbal onder 19 | Europees kampioenschap handbal onder 19 |
| Jaar                                    | Resultaat                               | Wed                                     | W                                       | G                                       | V                                       | DV                                      | DT                                      | DS                                      |
| --------------------------------------- | --------------------------------------- | --------------------------------------- | --------------------------------------- | --------------------------------------- | --------------------------------------- | --------------------------------------- | --------------------------------------- | --------------------------------------- |
| 1996                                    | 3de                                     | 7                                       | 5                                       | 1                                       | 1                                       | 174                                     | 147                                     | +27                                     |
| 1998                                    | 3de                                     | 6                                       | 4                                       | 0                                       | 2                                       | 156                                     | 119                                     | +27                                     |
| 2000                                    | 2de                                     | 7                                       | 2                                       | 0                                       | 2                                       | 232                                     | 193                                     | +39                                     |
| 2002                                    | 1ste                                    | 7                                       | 7                                       | 0                                       | 0                                       | 223                                     | 141                                     | +82                                     |
| 2004                                    | 1ste                                    | 7                                       | 7                                       | 0                                       | 0                                       | 212                                     | 174                                     | +38                                     |
| 2007                                    | 7de                                     | 7                                       | 4                                       | 0                                       | 3                                       | 176                                     | 190                                     | -14                                     |
| 2009                                    | 3de                                     | 7                                       | 4                                       | 1                                       | 2                                       | 218                                     | 190                                     | +28                                     |
| 2011                                    | 9de                                     | 7                                       | 5                                       | 0                                       | 2                                       | 204                                     | 164                                     | +40                                     |
| 2013                                    | 1ste                                    | 7                                       | 7                                       | 0                                       | 0                                       | 222                                     | 165                                     | +57                                     |
| 2015                                    | 2de                                     |                                         |                                         |                                         |                                         |                                         |                                         |                                         |
| 2017                                    | 2de                                     |                                         |                                         |                                         |                                         |                                         |                                         |                                         |
| 2019                                    | 4de                                     |                                         |                                         |                                         |                                         |                                         |                                         |                                         |
| 2021                                    | 2de                                     |                                         |                                         |                                         |                                         |                                         |                                         |                                         |
| Totaal                                  | 13/13                                   |                                         |                                         |                                         |                                         |                                         |                                         |                                         |

 Kampioenen   Runners-up   Derde plaats   Vierde plaats